# Slag bij Adrianopel (313)
De Slag bij Adrianopel of de Slag bij Tzirallum was een veldslag in het Romeinse Rijk tussen een klein legertje van Licinius en dat van Maximinus II Daia over de heerschappij als Caesar van de oostelijke provincies, na de aanval van Constantijn de Grote op de usurpator Maxentius over de westelijke provincies. Licinius won.

## Voorgeschiedenis
In 312, toen Constantijn de usurpator Maxentius aanviel, was Maximinus II Daia op veldtocht in Syria. Toen hij hoorde van een verbond van Licinius en Constantijn keerde hij terug naar Bithynië, boos om de dood van Maxentius. In april 313 stak hij de Bosporus over en veroverde Byzantium na een beleg van 11 dagen. Licinius trok tegen zijn belager ten strijde, maar hij beschikte op dat moment over niet meer dan 30.000 soldaten. Het leger van Maximinus Daia daarentegen bestond uit wel 70.000 man.

## Verloop van de veldslag
Op 30 april kwam het tot een gevecht in de buurt van Adrianopel in Thracië. Daia's troepen waren verzwakt en vluchtten. Maximinus Daia vluchtte verkleed als slaaf. Hij hoopte door het bouwen van versterkingen bij de passen van het Taurusgebergte zijn tegenstander af te houden, maar dat bleek ijdele hoop, want later in het jaar werd hij gedood en begraven bij Tarsus. Licinius nam zijn gebieden over.